# Hans-Jürgen Hehn
Hans-Jürgen Hehn (n. 1 octombrie 1944, Lauda-Königshofen, Baden-Württemberg, Germania) este un scrimer german, medaliat olimpic. A participat la 2 ediții ale Jocurilor Olimpice (1972, 1976) în care a câștigat o medalie de argint.